# 백대운
백대운(1980년 11월 21일 ~)은 두산 베어스의 전 야구 선수다. 통산 1시즌 15타수 1안타를 기록했다.

## 출신 학교
- 중앙고등학교
- 영남대학교

## 같이 보기
- 2003년 두산 베어스 시즌